# خانه کشیش
خانهٔ کشیش (لهستانی: Plebania؛ ‏تلفظ لهستانی: [plɛˈbãɲja]) یک مجموعهٔ احساسی لهستانی است که در سال ۲۰۰۰ منتشر شد و پخش آن تا ۲۷ ژانویهٔ ۲۰۱۲ ادامه داشت. این سریال پس از مجموعهٔ تلویزیونی طایفه دومین مجموعهٔ احساسی طولانی لهستان محسوب می‌شود.
داستان حول محور مسائل خانوادگی، مذهبی و اجتماعی ساکنان یک روستا می‌چرخد و نقش‌های اصلی را یک کشیش محلی، خانواده و دوستانش، و یک مرد تاجر ثروتمند که به انجام معاملات پنهان شهرت دارد، بازی می‌کنند.

## گزیدهٔ بازیگران
- ووجیمیژ ماتوشاک
- کاتاژینا وانیفسکا
- پشمیسواف استیپا
- ماچئی دامینتسکی
- برنادتا ماخائو-کژمینسکا
- اِوا کوریئوا
- ووادیسواف گِژیوْنا
- ووکاش گارلیتسکی
- اولگا کالیتسکا
- ماوگوژاتا تئودورسکا
- ماوگوژاتا لوینسکا
- روبرت وابیخ
- روبرت کوشوتسکی
- مونیکا گوژجیک
- باربارا لائوکس
- پیوتر نواک
- داریوش شیاستاچ
- سواوومیر پاتسک
- آندژی گائوا
- ماگدالنا امیلیانوویچ
- کاژیمیش مازور
- یاکوب پشبیندوفسکی
- کریستینا رودکوفسکا-اوله‌ویچ
- ریشارد باریچ
- یژی واپینسکی
- شیمون کوشمیدر
- یاتسک دوماینسکی
- آنیتا یانچا
- استانیسواف باناشوک
- زوفیا دومالیک
- کاتاژینا پاسکودا
- دانوتا بورسوک
- میخاو وُدارچیک
- بئاتا اُلگا کووالسکا
- یولیتا کوژوشک-بورسوک
- پیوتر بوروفسکی
- تادئوش وویتیخ
- کشیشتف یانچار
- ماگدالنا روژاینسکا
- رافائو شیشیتسکی
- کریستین ویـِچورِک
- تومیرا کُوالیک
- میخاو چرنتسکی
- توماش بواشاک
- هالینا بِدناش
- آرتور یانوشاک
- دوروتا نوواکوفسکا
- مارتینا کلیشفسکا
- یاتسک کرول
- آگنیشکا پاوئوکیه‌ویچ
- ماچئی میکووایچیک
- یان الکساندروویچ-کراسکو
- لئون خارِویچ
- هلنا نوروویچ
- ایلونا خوینوفسکا
- آنا یانوخا
- پاوئو توخولسکی
- مونیکا آمبروژاک
- یوستینا اشنایدر
- مونیکا بوخوویتس
- آگنیشکا پِشِـپیورسکا
- ادیتا خِربوش
- گراژینا ژیلینسکا
- گژگوش کووالچیک
- هانا لاخمن
- پیوتر ژورافسکی
- تادئوش هانوسِک
- تادئوش رُس
- یوآنا کوپینسکا
- آنا گورنوستای
- یوستینا دوتسکا
- میخاو کولا
- وویچیخ چروینسکی
- یاتسک لنارتوویچ
- توماش ماندس
- ماچئی روباکیویچ
- مارتا کلوبوویچ
- داریوش بیسکوپسکی
- یولانتا ژوئوموفسکا
- روبرت چبوتار
- پیوتر شیفکیـِویچ
- آگنیشکا ودارچیک
- آرتور کرایفسکی
- زوفیا پرچینسکا
- ماچئی کوالفسکی
- آندژی دِسکور
- استانیسواف برودنی
- کارولینا نولبژاک
- لخ دیبلیک
- یادویگا گرین
- والدمار چیشاک
- باربارا بورسکا
- پاوئو کلشچ
- میه‌چیسواف مورانسکی
- یاتسک کاوُتسکی
- اولگیرد ووکاشِـویچ
- پاوئو بورچیک
- آنجلیکا پیخوویاک
- سواوومیر سولِـی
- ماریا مامونا
- کشیشتف تینیـِتس
- ایرنا کارل
- بارتوش اُبوخوویچ
- کارولینا آدامچیک
- دوروتا کامینسکا
- یانوش میخائوفسکی
- ناتالیا لِـش
- کریستینا تکاچ
- الکساندرا چِـیِک
- باربارا ژیلینسکا
- پاتریتسیا شچپانوفسکا
- ماتیلدا پودفیلیپسکا
- پیوتر ویتکوفسکی
- ماوگوژاتا کوزووفسکا
- آگنیشکا سوخورا
- گراژینا ماژتس
- الکساندرا وژنیاک
- مارک فرانتسکوویاک
- استانیسواف یاسکوئوکا
- سیلویا ویسوتسکا
- اورشولا دمبسکا
- پیوتر پولک
- النا لشچینسکا
- تاتینا سوسنا-سارنو
- یرژی روگالسکی
- ماوگوژاتا پوتوتسکا
- گراژینا بارشچفسکا
- بوژنا دیکل
- کارولینا موشالاک
- ماچئی کوزووفسکی
- آندژی شچتکو
- آندژی پیشچاتوفسکی
- آنا ساموشونک
- آنتا زایونتس
- آنا میلفسکا
- مارتا کومیک
- الکساندرا کیسیو
- کشیشتف ایبیش
- مارچین ترونسکی
- دوروتا پومیکاوا
- پیوتر بایتلیک
- اِوا زوئوتوفسکا
- هنریک گوونبیفسکی
- ایزابلا دونبروفسکا
- زوفیا چروینسکا
- کارولینا پیخوتا
- آگنیشگا ویلگوش
- ایرنئوش چوپ
- یولانتا یاتسکوفسکا-چوپ
- سیلوستر ماچیفسکی
- یوآنا کوروفسکا
- کاتاژینا گالیتسا
- کاتاژینا اسکارژانکا
- ماریا گاربوفسکا-کی‌یرچینسکا
- آلینا یانوفسکا
- یولانتا مروتک
- اِوا کُنستانتسیا بوئوخاک
- مونیکا یاروسینسکا
- ورونیکا مارچوک
- ماگدالنا والیگورسکا-لیشیتسکا
- آنا پروس
- الژبیتا کیوفسکا
- یوآنا تژپیه‌چینسکا
- وویچیخ آلابورسکی
- کریستینا فلدمان
- پائولینا کیناشفسکا
- ماچئی زاکوشچیلنی
- توماش شیمشاینر
- ماریوش زانیفسکی
- کاتاژینا بارگیه‌ووسکا
- کاتاژینا خشانوفسکا
- آندژی گاورونسکی
- یوآنا مورو
- آندژی ماستالِـش
- ماریا کِـلِـیدیش
- ناتالیا زامبژیتسکا

## فهرست قسمت‌ها
| فصول | سال پخش   | قسمت ها         | نخستین قسمت     | آخرین قسمت     | زمان پخش                                                               | میانگین بیننده |
| ---- | --------- | --------------- | --------------- | -------------- | ---------------------------------------------------------------------- | -------------- |
| ۱    | ۲۰۰۰/۲۰۰۱ | ۱–۷۴ (۷۴)       | ۵ اکتبر ۲۰۰۰    | ۱۵ ژوئن ۲۰۰۱   | پنجشنبه و جمعه ۱۷٫۳۵                                                   | ۴٬۹۴۹٬۶۹۱      |
| ۲    | ۲۰۰۱/۲۰۰۲ | ۷۵-۱۹۷ (۱۲۳)    | ۶ سپتامبر ۲۰۰۱  | ۱۴ ژوئن ۲۰۰۲   | پنجشنبه – شنبه ۱۷٫۳۵                                                   | ۴٬۴۰۶٬۳۵۷      |
| ۳    | ۲۰۰۲/۲۰۰۳ | ۱۹۸–۳۲۴ (۱۲۷)   | ۵ سپتامبر ۲۰۰۲  | ۱۴ ژوئن ۲۰۰۳   | پنجشنبه – شنبه ۱۷٫۳۵                                                   | ۵٬۴۸۲٬۲۸۴      |
| ۴    | ۲۰۰۳/۲۰۰۴ | ۳۲۵–۴۳۶ (۱۱۲)   | ۱۸ سپتامبر ۲۰۰۳ | ۲۸ مه ۲۰۰۴     | پنجشنبه – شنبه ۱۷٫۳۵                                                   | ۵٬۴۵۷٬۲۲۱      |
| ۵    | ۲۰۰۴/۲۰۰۵ | ۴۳۷–۵۶۶ (۱۳۰)   | ۳ سپتامبر ۲۰۰۴  | ۲۵ ژوئن ۲۰۰۵   | پنجشنبه – شنبه ۱۷٫۳۵                                                   | ۴٬۴۰۶٬۷۸۶      |
| ۶    | ۲۰۰۵/۲۰۰۶ | ۵۶۷–۷۳۲ (۱۶۶)   | ۵ سپتامبر ۲۰۰۵  | ۲۲ ژوئن ۲۰۰۶   | دوشنبه تا پنجشنبه ۱۸٫۳۰                                                | ۳٬۸۴۵٬۵۵۷      |
| ۷    | ۲۰۰۶/۲۰۰۷ | ۷۳۳–۹۰۳ (۱۷۱)   | ۴ سپتامبر ۲۰۰۶  | ۲۱ ژوئن ۲۰۰۷   | دوشنبه تا پنجشنبه ۱۸٫۳۰                                                | ۴٬۱۵۸٬۸۵۵      |
| ۸    | ۲۰۰۷/۲۰۰۸ | ۹۰۴–۱۱۱۳ (۲۱۰)  | ۳ سپتامبر ۲۰۰۷  | ۲۰ ژوئن ۲۰۰۸   | دوشنبه تا جمعه ۱۸٫۳۰                                                   | ۳٬۸۳۵٬۷۵۹      |
| ۹    | ۲۰۰۸/۲۰۰۹ | ۱۱۱۴–۱۳۲۵ (۲۱۲) | ۱ سپتامبر ۲۰۰۸  | ۱۹ ژوئن ۲۰۰۹   | دوشنبه تا جمعه ۱۸٫۳۰                                                   | ۳٬۷۵۶٬۲۵۴      |
| ۱۰   | ۲۰۰۹/۲۰۱۰ | ۱۳۲۶–۱۵۲۳ (۱۹۸) | ۳۱ اوت ۲۰۰۹     | ۴ ژوئن ۲۰۱۰    | دوشنبه-جمعه ساعت ۱۸٫۰۰                                                 | ۳٬۳۴۲٬۴۸۳      |
| ۱۱   | ۲۰۱۰/۲۰۱۱ | ۱۵۲۴–۱۷۲۴ (۲۰۱) | ۶ سپتامبر ۲۰۱۰  | ۱۰ ژوئن ۲۰۱۱   | دوشنبه–جمعه ۱۶:۲۵ (قسمت ۱۵۲۴–۱۵۵۳)، دوشنبه–جمعه ۱۷:۲۵ (قسمت ۱۵۵۴–۱۷۲۴) | ۲٬۷۸۰٬۸۶۹      |
| ۱۲   | ۲۰۱۱/۲۰۱۲ | ۱۷۲۵–۱۸۲۹ (۱۰۵) | ۵ سپتامبر ۲۰۱۱  | ۲۷ ژانویه ۲۰۱۲ | دوشنبه-جمعه ۱۷:۲۵                                                      | ۲٬۷۴۵٬۷۳۲      |